# إدنا ماي كوبر
إدنا ماي كوبر (بالإنجليزية: Edna Mae Cooper) هي ممثلة أمريكية، ولدت في 19 يوليو 1900 في بالتيمور في الولايات المتحدة، وتوفيت في 27 يونيو 1986 في وودلاند هيلز، كاليفورنيا في الولايات المتحدة.

## وصلات خارجية
- إدنا ماي كوبر على موقع IMDb (الإنجليزية)
- إدنا ماي كوبر على موقع أول موفي (الإنجليزية)
- إدنا ماي كوبر على موقع قاعدة بيانات الأفلام السويدية (السويدية)
- إدنا ماي كوبر على موقع قاعدة بيانات الفيلم (الإنجليزية)
- إدنا ماي كوبر على موقع كينوبويسك (الروسية)